# Lecionário 1966
O Lecionário 1966 (designado pela sigla ℓ 1966 na classificação de Gregory-Aland) é um antigo manuscrito do Novo Testamento, paleograficamente datado do Século XI (c. 1100) d.C.[a]
Este codex contém lições dos evangelhos de Mateus, Marcos, Lucas e João (conhecido como Evangelistarium). O manuscrito tem 224 folhas, e todas elas foram escritas em pergaminho, excepto as últimas 4, que foram escritas em papel.[a]. Foi escrito em grego, e actualmente se encontra na Colecção Kenneth Willis Clark da Universidade Duke.